# Jake Abel
Jacob Allen Abel dit Jake Abel est un acteur américain, né le 18 novembre 1987 à Canton dans l’Ohio.

## Biographie

### Jeunesse
Jake Abel est né à Canton dans l’Ohio.

### Carrière
En 2005, sa première apparition à la télévision est dans Figure libre, produit par Disney Channel, où il jouait le rôle de Spencer.
Ultérieurement, il endosse un rôle dans la série Threshold : Premier Contact, diffusé en 2005 sur CBS.
Il est également « star invitée » (ou tertiaire) dans des séries telles que Cold Case : Affaires classées et Urgences. Pour son rôle dans Un éclair de génie, il a reçu un prix au seizième festival international du film des Hamptons en octobre 2008.
En 2009, il apparaît dans Lovely Bones de Peter Jackson et dans Angel of Death, lequel se présente comme une web-série de dix épisodes. En février 2009, il est engagé sous les traits d’Adam Milligan, le demi-frère âgé de dix-neuf ans des frères Sam et Dean dans la série Supernatural.
Il joue ensuite le rôle de Luke Castellan dans Percy Jackson : Le Voleur de foudre, film sorti en 2010, rôle qu'il reprendra dans le deuxième volet Percy Jackson : La Mer des Monstres.
En 2011, il joue le rôle de Mark dans Numéro quatre.
En 2013, il joue le rôle d'Ian O'Shea en compagnie de Saoirse Ronan et Max Irons dans Les Âmes vagabondes de Andrew Niccol, adaptation du roman homonyme écrit par Stephenie Meyer, auteur de Twilight.
En 2014, il retrouve le réalisateur Andrew Niccol après Les Âmes vagabondes, pour jouer dans le film Good Kill en compagnie de Ethan Hawke et de Zoë Kravitz.

### Vie privée
En 2013, Jake Abel épouse sa petite-amie de longue date Allie Wood.
En 2018, Jake Abel et son épouse accueillent leur fils Owen. Ce dernier décède quelques jours plus tard.
Le 20 mars 2021, le couple accueille un petit garçon prénommé Henry.

## Filmographie

### Films
- 2008 : Strange Wilderness : le défenseur de l’environnement
- 2008 : Tru Loved : Trevor
- 2008 : Un éclair de génie : Dennis Kearns
- 2009 : Lovely Bones : Brian Nelson
- 2010 : Percy Jackson : Le Voleur de foudre : Luke Castellan
- 2011 : Numéro quatre: Mark
- 2011 : The Tape : Will
- 2013 : Les Âmes vagabondes (The Host) : Ian O'Shea
- 2013 : Percy Jackson : La Mer des Monstres : Luke Castellan
- 2014 : Good Kill : Joseph Zimmer
- 2015 : Love and Mercy : Mick Love
- 2015 : Ghosts Of The Pacific : Gene Aldrich
- 2020 : Un fils du sud
- 2021 : Malignant de James Wan
- 2021 : Son Of The South

### Courts métrages
- 2009 : 18 de Joy Gohring : Toby
- 2009 : Good Girls de Joy Gohring : Alex

### Téléfilm
- 2005 : Figure libre : Spencer

### Séries télévisées
- 2005-2006 : Threshold : Premier Contact : Brian Janklow (3 épisodes)
- 2006 : La Vie de palace de Zack et Cody : Twin Kirk (saison 2, épisode 11 : On voit double au Tipton)
- 2006 : Cold Case : Affaires classées : Doug Sommer (saison 4, épisode 5 : Sauver Sammy)
- 2007 : Les Experts : Miami : Charlie Sheridan (saison 6, épisode 9 : Un gramme de trop)
- 2008 : Life : Tate (saison 2, épisode 4 : Expérience carcérale)
- 2009 : Les Experts : Manhattan : Kyle Sheridan(saison 5, épisode 13)
- 2009 : Urgences : Dylan (saison 15, épisode 14 : Le Bout de la route)
- 2013 : Grey's Anatomy : Tyler (saison 8, épisode 6 : Les Mauvais Résultats)
- 2009-2010, 2019 : Supernatural : Adam Milligan/Michel (5 épisodes)
- 2019 : Another Life : Sasha Harrison (10 épisodes)
- 2022-2023 : Walker : Kevin Golden (8 épisodes)

### Web-séries
- 2009 : Angel of Death : Cameron Downes
- 2011 : Inside : Kirk Francis

## Voix françaises
| - Axel Kiener dans : - Percy Jackson : Le Voleur de foudre - Numéro Quatre - Les Âmes vagabondes - Percy Jackson : La Mer des monstres - Another Life (série télévisée) - Malignant - Nathanel Alimi dans : - Kickstand (court métrage) - Lovely Bones - Damien Ferrette dans : - Grey's Anatomy (série télévisée) - Un éclair de génie | Et aussi - Geoffrey Vigier dans Threshold : Premier Contact (série télévisée) - Emmanuel Garijo dans Figure libre (téléfilm) - Yoann Sover dans Cold Case : Affaires classées (série télévisée) - Adrien Solis dans Urgences (série télévisée) - Donald Reignoux dans Supernatural (série télévisée) - Sébastien Desjours dans Angel of Death (téléfilm) - Martin Faliu dans Un fils du Sud - Jim Redler dans Walker (série télévisée) |